# Ірфан Хан
Ірфан Хан (гінді इरफ़ान ख़ान; 7 січня 1967, Джайпур — 29 квітня 2020, Мумбаї) — індійський актор, який знімався в Боллівуді і Голлівуді. На його рахунку такі фільми, як «Воїн», «Макбул», «Її серце», «Мільйонер із нетрів», «Життя Пі», «Нова Людина-павук», «Інферно». Кавалер індійського ордена Падма Шрі (2011).

## Життєпис
Ірфан народився в Джайпурі в мусульманській родині. Його мати, Саїда Бегум, була з родини Тонк Хакім, а батько, Джагірдар, родом з села Хаджурі, поблизу району Тонк, займався шинним бізнесом. Ірфан навчався на магістра мистецтв, отримавши стипендію для навчання в Національній школі драми в Нью-Делі в 1984 році.
Ірфан почав акторську кар'єру знявшись у кількох індійських телесеріалах. В одному з них, Darr, він виконав роль головного негативного персонажа, серійного вбивці-психопата. Його першим повнометражним фільмом став «Салам, Бомбей» (1988) режисера Міри Наїр. Вона побачила його на сцені в Делі і вмовила приїхати в Бомбей. Спочатку він був обраний, щоб зіграти одного з дітей, але виявився занадто високим, і отримав роль вуличного писаря.
У 1990-х він зіграв в таких зазначених критиками фільмах, як «Смерть одного доктора» (1990) і Such a Long Journey (1998), які, проте, залишилися не поміченими публікою. Після декількох невдалих кінокартин він знявся в «Воїні» (2001) британського режисера Асіфа Кападія і отримав велику популярність.

## Вибіркова фільмографія
- 2007 : «Розділ» / (Partition) — Аватар
- 2007 : «Її серце» / (A Mighty Heart) — Казмі
- 2008 : «Мільйонер із нетрів» / (Slumdog Millionaire) — інспектор поліції
- 2008 : «Нью-Йорку, я люблю тебе» / (New York, I Love You) — Мансухбхай
- 2012 : «Нова Людина-павук» / (The Amazing Spider-Man) — доктор Раджит Ратха
- 2012 : «Життя Пі» / (Life of Pi) — дорослий Пі Патель
- 2013 : «Ланчбокс» / (Lunch Box) — Сажан Фернандес
- 2015 : «Світ Юрського періоду» / (Jurassic World) — Саймон Масрані
- 2016 : «Інферно» / (Inferno) — Гаррі Сімс